# Polygala gossweileri
Polygala gossweileri là một loài thực vật có hoa trong họ Polygalaceae. Loài này được Exell & Mendonça miêu tả khoa học đầu tiên năm 1936.